# Insa Sané
Pour les articles homonymes, voir Sané.
Insa Sané, né en 1974 à Dakar au Sénégal, est un écrivain, rappeur, slameur et comédien franco-sénégalais,.

## Biographie
Né à Dakar, Insa Sané vit en France depuis l’âge de 6 ans, ses parents ayant émigré à Sarcelles. Sa mère souhaitait qu'il devienne médecin. En 1993, il crée avec des amis le groupe OD'AS. Le groupe fait le tour des MJC de Sarcelles, avant de se séparer en 1994[réf. nécessaire].
La même année Insa Sané et Lam Solo créent le groupe 3K2N. Fin 1996, Insa Sané crée, avec une trentaine d'autres artistes (danseurs, chanteurs, graffeurs, compositeurs), le collectif Guérilla.
En 2001, il se lance dans la comédie. Il intègre la troupe du Théâtre du Voile déchiré, avec laquelle il joue dans Les Oranges. La pièce tourne dans toute la France pendant quatre ans.
En 2003, 3K2N signe chez Desh Musique. Insa Sané décide de se lancer dans le cinéma. Il décroche un des rôles principaux, aux côtés de Frédéric Diefenthal, d'Anémone et de Jackie Berroyer, dans le film de Malik Chibane Voisins, voisines

## Publications
- Sarcelles-Dakar, éditions Sarbacane, collection Exprim', 3 novembre 2006.  (ISBN 978-2848653600)
- Du plomb dans le crâne, éditions Sarbacane, collection Exprim', 11 janvier 2008.  (ISBN 978-2848652047)
- Gueule de bois, éditions Sarbacane, collection Exprim', juin 2009. (ISBN 978-2848652887)
- Daddy est mort, éditions Sarbacane, collection Exprim', novembre 2010.  (ISBN 978-2848654225)
- Tu seras partout chez toi, éditions Sarbacane, collection Exprim', 2012.
- Les Cancres de Rousseau, éditions Sarbacane, Collection EXprim', 2017.
- On a des yeux pour croire in Banlieues parisiennes Noir, chez Asphalte éditions, coll. « "Asphalte Noir (Nouvelles noires) » (2019)  (ISBN 978-2-918767-86-2)

## Discographie
- 1998 : Guérilla sous le nom de Possee Guerilla
- 2008 : Insa Sané & le Soul Slam Band, Du Plomb dans le crâne, Desh-musique